# 4018 Bratislava
4018 Bratislava (1980 YM) là một tiểu hành tinh vành đai chính được phát hiện ngày 30 tháng 12 năm 1980 bởi Mrkos, A. ở Kleť.